# Memento (court métrage)
Pour les articles homonymes, voir Memento.
Pour plus de détails, voir Fiche technique et Distribution.
Memento est un court métrage danois, réalisé par Antonia D. Carnerud, sorti en 1996.

## Synopsis
Des images sanglantes de l'ex-Yougoslavie sur le classique thème de la guerre d'un fils qui a abandonné sa mère et sa famille pour aller à la guerre. Un jour, le fils revient, dans un tank, avec l'ordre insensé de détruire son propre village. Il hésite et pendant un bref moment la guerre s'arrête avant que les tanks continuent leur assaut mortel.

## Fiche technique
- Titre français : Memento
- Titre original : Memento
- Réalisation : Antonia D. Carnerud
- Scénario : Antonia D. Carnerud et Peter Östlund
- Producteurs : Anna G. Magnúsdóttir
- Pays :  Danemark
- Genre : Film dramatique
- Durée : 15 minutes

## Distribution
- Rade Šerbedžija : l'officier
- Nenad Cvetko : le soldat
- Anneli Meyerhed : la fille sur la plage
- Willy Modin : le garçon sur un tricycle
- Guðrún Gísladóttir